# Porphyrinia microptera
Porphyrinia microptera là một loài bướm đêm trong họ Noctuidae.